# Benjamin David
Benjamin David (Le Mans, 2 de febrero de 1994) es un deportista francés que compite en remo.
Ganó dos medallas en el Campeonato Europeo de Remo, en los años 2019 y 2021.

## Palmarés internacional
| Campeonato Europeo | Campeonato Europeo | Campeonato Europeo | Campeonato Europeo  |
| Año                | Lugar              | Medalla            | Prueba              |
| ------------------ | ------------------ | ------------------ | ------------------- |
| 2019               | Lucerna (Suiza)    | Medalla de bronce  | Cuatro scull ligero |
| 2021               | Varese (Italia)    | Medalla de plata   | Cuatro scull ligero |